# 1994年8月逝世人物列表
1994年逝世人物列表：1月 - 2月 - 3月 - 4月 - 5月 - 6月 - 7月 - 8月 - 9月 - 10月 - 11月 - 12月
1994年8月逝世人物列表，是用於匯總1994年8月期間逝世人物的列表。

## 依日期排序

### 1日
- 馬里奧·巴羅尼，67歲，義大利賽車手。[1]
- 哈罗德·哈德曼，87歲，英國政治家。
- 喬治·瑪律科姆·勞斯，75歲，美國民間音樂學者。
- 羅米利·隆格，89歲，英國電影演員。
- 瓦列里·亞迪，46歲，蘇聯/俄羅斯公路自行車運動員[2]

### 2日
- 愛德華多·福勒，72歲，烏拉圭籃球運動員[3]
- 伯特·弗裡德，74歲，美國演員[4]
- 凯尔波·格伦达尔，74歲，芬蘭輕重量級希臘羅馬式摔跤手。[5]
- W·派特·詹寧斯，74歲，美國政治家。[6]

### 3日
- 霍伊特·佛蘭克林·克萊恩，37歲，美國被定罪的殺人犯，[7]
- 沃利·唐納，90歲，加拿大政治家。
- 詹姆斯·威廉·福爾摩斯，37歲，美國被定罪的殺人犯，被注射死刑。[7]
- 伊達爾戈·莫亞，74歲，美國建築師。[8]
- 達里爾·裡奇利，43歲，美國被定罪的殺人犯，被注射死刑。[7]
- 因诺肯季·斯莫克图诺夫斯基，69歲，蘇聯/俄羅斯戲劇和電影演員。
- 約翰·讚達，50歲，美國演員。

### 4日
- 所羅門·阿德勒，84歲，英裔美國經濟學家和蘇聯間諜。
- 西羅度安霍斯，87歲，巴西記者和作家。[9]
- 湯瑪斯·富爾頓，44歲，美國指揮家[10]
- 尤爾根·於爾根斯，68歲，德國合唱指揮和教師。[11]
- 阿特·拉西特，66歲，美國歌手
- 史蒂夫·邁拉，60歲，美國橄欖球運動員[12]
- 喬瓦尼·斯帕多里尼，69歲，義大利政治家和政治家[13]

### 5日
- 路易斯·海曼·比恩，98歲，美國經濟和政治分析師。[14]
- 克萊夫·考德威爾，84歲，二戰期間的澳大利亞飛行王牌。
- 科妮莉亞·C·卡麥隆，83歲，美國地質學家。[15]
- 阿蘭·德·昌伊，72歲，比利時賽車手。
- 特裡·希比特，46歲，英格蘭足球運動員[16]
- 所羅門·庫爾巴克，87歲，美國密碼分析師和數學家。
- 弗雷德里克·惠勒，80歲，澳大利亞公務員。[17]
- 穆罕默德·雅古布·阿裡，82歲，巴基斯坦法官。

### 6日
- 亨利·阿倫茨，73歲，荷蘭指揮家。
- 史蒂文·F·阿諾德，51歲，美國視覺藝術家，薩爾瓦多·達利的門生[18]
- 多梅尼科·莫杜尼奧，66歲，義大利歌手、詞曲作者、演員和政治家[19]
- 雅克·佩爾澤，70歲，比利時音樂家。
- 埃文·沃茲，71歲，美國橄欖球運動員。[20]

### 7日
- 伊格納齊奧·巴爾薩莫，81歲，義大利演員。
- 魯比達爾瑪，88歲，義大利女演員。
- 刘海粟，98歲，中國畫家、藝術教育家。[21]
- 利昂·戈爾德斯沃西，85歲，第二次世界大戰期間的澳大利亞炸彈和地雷專家。[22]
- 羅伯特·赫頓，74歲，美國演員[23]
- 拉里·馬丁，60歲，英國演員

### 8日
- 伊比萊·卡馬戈，79歲，巴西畫家。[24]
- 羅賓·卡文迪什，64歲，英國殘疾人宣導者和醫療援助開發商。[25]
- 塞爾日·勒克萊爾，70歲，法國精神病學家和精神分析學家。[26]
- 列昂尼德·列昂諾夫，95歲，蘇聯/俄羅斯小說家和劇作家。[27]
- 末底改塞特，78歲，俄裔以色列作曲家。[28]
- 艾達·史密斯，91歲，英國體操運動員。[29]

### 9日
- Feroza Adam，32歲，南非政治活動家，在一次交通事故中受傷。[30]
- 霍華德·W·卡森，84歲，美國政治家。
- 奧爾多·多內利，87歲，美式橄欖球運動員和教練，足球運動員。[31]
- 威廉·加尔布雷思，87歲，美國海軍上將、體操運動員和奧運獎牌得主。
- 克勞斯·霍利格豪斯，54歲，德國滑翔機設計師和飛行員，滑翔事故。
- 奧勒·詹森，66歲，瑞典游泳運動員，水球運動員和奧運選手。[32]
- 海倫娜·羅修娃，77歲，波蘭數學家。[33]

### 10日
- 比斯瓦莫伊·比斯瓦斯，71歲，印度鳥類學家。
- 馬里·多林格，83歲，德國田徑運動員。[34]
- 埃利亞胡·拉納欣，79歲，以色列猶太復國主義活動家，伊爾貢成員和政治家。
- 弗拉基米爾·梅拉寧，60歲，蘇聯/俄羅斯冬季兩項運動員[35]
- 凱·皮特，91歲，加拿大賽車手。
- 傑西·薩姆納，96歲，美國政治家。[36]

### 11日
- 斯坦尼斯拉夫·契坎，72歲，蘇聯/俄羅斯戲劇和電影演員。
- 戈登·卡倫，80歲，英國建築師和城市設計師。[37]
- 彼得·庫欣，81歲，英國演員[38]
- 瑪律科·約齊諾維奇，74歲，波士尼亞克羅埃西亞天主教大主教。
- 大衛·沃恩·里德，79歲，美國作家。

### 12日
- 陳榮捷，94歲，中華民國中央研究院第12屆(人文及社會科學組)院士。[39][40]
- 傑納·謝里科，59歲，美國爵士低音提琴手。[41]
- 芭芭拉·格拉博夫斯卡，39歲，波蘭女演員，從火車上摔下來。
- 戴尔·汉密尔顿，74歲，美國籃球運動員。[42]
- 安東·朱利奧·馬賈諾，85歲，義大利編劇和電影導演。[43]
- 貝瑞·希普曼，82歲，加拿大裔美國編劇。
- B·K·蒂卡德，66歲，印度昆蟲學家。
- 哈羅德·塔，83歲，美國賽艇運動員和奧運選手。[44]

### 13日
- 雷蒙·加洛伊斯-蒙特布倫，75歲，法國小提琴家和作曲家。[45]
- 瓦倫丁·庫津，67歲，蘇聯/俄羅斯冰球運動員。[46]
- 西蒙·羅伯特·納利，28歲，坦尚尼亞馬拉松運動員[47]
- J·A·O·普魯斯二世，74歲，美國路德會牧師、教授和作家。[48]
- 饒·戈帕爾·饒，57歲，印度演員、製片人和政治家。
- 曼弗雷德·韋爾納，59歲，德國政治家和外交官[49]

### 14日
- 埃利亞斯·卡內蒂，89歲，保加利亞-瑞士-英國小說家、劇作家和作家。[50]
- 愛麗絲·奇爾德雷斯，77歲，美國小說家，劇作家，製片人和演員[51]
- 斯坦尼斯瓦夫·古茨瓦，75歲，波蘭政治家和經濟學家。
- 瓊·哈裡森，87歲，英國編劇[52]
- 喬·帕爾馬，89歲，美國演員
- 亞瑟·帕爾默，82歲，英國政治家。
- 拉賈斯里，59歲，印度作詞家、對話作家和音樂作曲家。

### 15日
- 陈野苹
- 保羅·安德森，61歲，美國舉重運動員[53]
- 埃里克·安克尔，90歲，挪威水手和商人。[54]
- 喬·布羅維亞，72歲，美國棒球運動員[55]
- 西德·戴爾，70歲，英國音樂作曲家和編曲家。[56]
- 謝潑德·米德，80歲，美國作家。[57]
- 約瑟夫·帕爾默二世，80歲，美國外交官和國務院官員。
- 史蒂夫·佩特羅，79歲，美國橄欖球運動員。[58]
- 凱拉什·桑卡拉，69歲，印度生物學家和環保主義者。
- 沃特·華格曼斯，64歲，荷蘭公路自行車賽車手。[59]

### 16日
- 羅蘭多·阿吉雷（Rolando Aguirre），90歲，阿根廷水手。[60]
- 瓦比·哈里裡，80歲，敘利亞裔美國藝術家、建築師、考古學家和作家。
- 弗朗西斯科·安圖內斯，71歲，西班牙足球運動員。[61]
- 哈裡·科利爾，86歲，澳大利亞足球運動員。
- 約翰·杜塞特，73歲，美國演員[62]
- 艾哈邁德·法迪德，85歲，伊朗哲學家和教授。
- 亨利·蓋爾查勒，59歲，比利時裔美國當代藝術策展人[63]

### 17日
- 路易吉·奇內蒂，93歲，義大利裔美國賽車手。[64]
- 塞西爾·A·帕蒂，73歲，美國律師和政治家。[65]
- 湯瑪斯·波洛克，69歲，加拿大冰球運動員[66]
- 傑克·夏基，91歲，立陶宛裔美國世界重量級拳擊冠軍。[67]

### 18日
- 約翰·比萬，阿德威克男爵，84歲，英國記者。
- 馬丁·卡希爾，45歲，愛爾蘭罪犯，兇殺案。
- 亨利·卡萊夫，84歲，法國編劇和電影導演。[68]
- 戈特洛布·弗里克，88歲，德國歌劇貝斯。[69]
- 耶沙亞胡·萊博維茨，91歲，以色列東正教猶太知識份子和博學者。[70]
- 達特羅·梅內澤斯，56歲，巴西足球經理。
- 查理斯·雷德蘭，83歲，瑞典爵士薩克斯手、樂隊領隊和作曲家。
- 大森曹玄，90歲，日本佛教僧侶。[71]
- 理查德·劳伦斯·米林顿·辛格，79歲，英國生物化學家和諾貝爾獎獲得者。[72]
- 瓦茲根一世，85歲，所有亞美尼亞人的羅馬尼亞天主教徒。[73]

### 19日
- 路易·德·弗羅門特，72歲，法國指揮家。[74]
- 拉迪斯拉夫·福克斯，70歲，捷克小說家和作家。[75]
- 安東尼·彼得·霍賴什，86歲，安提阿和整個黎凡特的黎巴嫩馬龍派宗主教。
- 南希·蘭開斯特，96歲，英國室內設計師。[76]
- 奧托-伊瓦里·默爾曼，104歲，芬蘭建築師。
- 萊納斯·鮑林，93歲，美國化學家、和平活動家和作家。[77]
- 罗伯特·伊万诺维奇·罗日杰斯特文斯基，62歲，蘇聯/俄羅斯詩人和詞曲作者，心臟病發作。

### 20日
- 敖德薩·格雷迪·克萊，77歲，拳擊冠軍穆罕默德·阿裡的母親[78]
- 赫爾曼·哈克曼，80歲，二戰期間的德國戰犯和黨衛軍上尉。
- 里維羅·奧利弗，86歲，美國大學教授[79]
- 亞歷山大·彼得羅維奇，65歲，南斯拉夫/塞爾維亞電影導演。[80]
- 老羅伊·西蒙斯，92歲，美國棍網球教練。

### 21日
- 阿爾伯特·布勞斯坦，72歲，美國民權和人權律師。[81]
- 蘿絲·勞布·科塞，78歲，德裔美國社會學家和社會正義活動家。[82]
- 凱薩琳·法蘭西斯·戴利，96歲，加拿大畫家。
- 安妮塔·利扎娜，78歲，智利網球運動員[83]
- 丹尼塔·萬斯，40歲，美國喜劇演員[84]

### 22日
- 塔德烏什·阿達莫夫斯基（Tadeusz Adamowski），92歲，波蘭裔美國冰球運動員。[85]
- 哈里·加馬格，94歲，美式橄欖球運動員和教練。
- 吉爾斯·格魯爾克斯，62歲，加拿大電影導演。[86]
- 艾倫·豪瑟，80歲，雕塑家，畫家和插畫家。[87]
- 蓋瑞·加許，58歲，美國童星。
- 安德烈·羅西，73歲，法國政治家。

### 23日
- 吳有恆
- 比爾·伯內特，77歲，南非聖公會大主教。[88]
- 廖家艾，76歲，美籍華裔廚師、作家和電視名人，患有阿爾茨海默病。
- 吉恩·菲力浦斯基，63歲，美國橄欖球運動員。[89]
- 佐爾坦·法布里，76歲，匈牙利電影導演和編劇[90]
- 卡洛斯·羅哈斯·帕韋斯，87歲，智利政治家。
- 阿爾弗雷多·佩雷斯，65歲，阿根廷足球運動員。
- 格亨德拉·巴哈杜爾·拉伊本達里，70歲，尼泊爾總理。
- 阿拉蒂·萨哈，53歲，印度長距離游泳運動員和奧運選手[91]
- 費雪·圖爾，59歲，美國作曲家、編曲家和小號手。[92]
- 保羅·沃爾波尼，70歲，義大利作家、詩人和政治家。[93]

### 24日
- 索尼·齊林沃思，62歲，美國吉他手和歌手。
- 佩吉·菲爾斯，91歲，美國女演員。[94]
- 塞西爾·霍姆斯，73歲，紐西蘭電影導演和作家。[95]
- 比魯特·內津斯基恩，38歲，立陶宛政治家。
- 瑞奇·索倫森，47歲，美國童星[96]

### 25日
- 羅友倫
- 休·卡佛豪斯，75歲，美國商人和律師[97]
- 克里夫·加里森，88歲，美國棒球運動員。[98]
- 克雷德爾·鐘斯，53歲，美國靈魂吉他手。
- 馬滕·孟德茲，77歲，美國羽毛球運動員。
- 比迪亞納特·波克雷爾，76歲，尼泊爾詩人和政治家。
- 鮑里斯·羅塔，14歲，法國童星，自行車事故。

### 26日
- 耶霍沙法特·哈卡比，72歲，以色列軍事情報官員和教授。[99]
- 柳博米尔·洛夫里奇，74歲，塞爾維亞足球守門員，經理和記者。[100]
- 諾曼·沃里克，74歲，英國電影攝影師。
- 伯特·楊西，56歲，美國高爾夫球手[101]

### 27日
- 貝巴·比達爾特，70歲，阿根廷探戈歌手，女演員和舞者，心臟病發作。
- 羅伯托·戈延奈切，68歲，阿根廷探戈歌手[102]
- 弗雷德·格裡菲斯，82歲，英國影視演員。[103]
- 何塞·佩雷斯·弗洛雷斯，83歲，墨西哥拳擊手。

### 28日
- 佩皮塔·恩比爾，76歲，西班牙巴斯克女高音。[104]
- 魯伊·菲利佩，26歲，葡萄牙足球運動員[105]
- 阿爾迪斯·因特萊爾斯，29歲，拉脫維亞-蘇聯雪橇運動員和奧運選手[106]
- 文森特·倫納德，85歲，美國天主教會主教。[107]
- 尼尔·莫肯，67歲，蘇格蘭足球運動員。[108]
- 厄尼·羅伯茨，82歲，英國政治家。[109]
- 大衛·賴特，74歲，南非裔英國詩人[110]

### 29日
- 圖夏·康蒂·高什，96歲，印度記者和作家。
- 布鲁诺·哈巴罗夫斯，55歲，拉脫維亞擊劍運動員和奧運選手。[111]
- 傑克·米勒，78歲，美國政治家和法學家。[112]
- 阿瑟·莫蘭特，90歲，英國化學家、血液學家和遺傳學家。[113]
- 邁克爾·彼得斯，46歲，美國編舞家和導演[114]

### 30日
- 林賽·安德森，71歲，英國電影和戲劇導演，影評人[115]
- 奧拉夫·傑雷沃爾，77歲，挪威植物學家和政治家。
- 阿方索·奧特龍，69歲，帕勞總統。
- 菲利波·扎帕塔，100歲，義大利工程師和飛機設計師。
- 休伯特·澤姆克，80歲，美國空軍軍官，二戰期間的飛行王牌。[116]

### 31日
- 芭芭拉·艾維登，69歲，美國電視編劇、政治活動家和女權主義者。[117]
- 梅賽德斯·卡瓦哈爾·德·阿羅查，91歲，特立尼達-委內瑞拉作家、政治家和外交官。[118]
- 邁克·加巴克，78歲，美國棒球運動員。[119]
- 拉姆·杜拉裡·辛哈，71歲，印度自由鬥士和政治家。
- 約翰·沃爾頓，67歲，澳大利亞政治家。